# Tigst Assefa
Tigst Assefa Tessema (ur. 3 grudnia 1996) – etiopska lekkoatletka, specjalistka od biegów średnich i długich.
Brązowa medalistka biegu na 800 metrów na juniorskich mistrzostwach Afryki (2013). W 2014 była czwarta podczas afrykańskiego czempionatu i pucharu interkontynentalnego w Marrakeszu. Bez awansu do finału startowała na halowych mistrzostwach świata w Portland (2016).
Stawała na podium mistrzostw Etiopii.

## Osiągnięcia
| Rok  | Impreza                     | Miejsce        | Konkurencja        | Lokata     | Wynik   |
| ---- | --------------------------- | -------------- | ------------------ | ---------- | ------- |
| 2012 | Mistrzostwa Afryki          | Porto-Novo     | bieg na 400 metrów | półfinał   | 55,58   |
| 2013 | Mistrzostwa Afryki juniorów | Bambous        | bieg na 800 metrów | 3. miejsce | 2:05,6h |
| 2014 | Mistrzostwa Afryki          | Marrakesz      | bieg na 800 metrów | 4. miejsce | 2:00,43 |
| 2014 | Puchar interkontynentalny   | Marrakesz      | bieg na 800 metrów | 4. miejsce | 2:00,57 |
| 2016 | Halowe mistrzostwa świata   | Portland       | bieg na 800 metrów | eliminacje | 2:04,55 |
| 2016 | Igrzyska olimpijskie        | Rio de Janeiro | bieg na 800 metrów | eliminacje | 2:00,21 |
| 2024 | Igrzyska olimpijskie        | Paryż          | maraton            | 2. miejsce | 2:22:58 |

## Rekordy życiowe
- Bieg na 800 metrów (stadion) – 1:59,24 (2014)
- Bieg na 800 metrów (hala) – 2:02,01 (2016)
- Maraton – 2:11:53 (2023) były rekord świata, w 2025 w Londynie wynikiem 2:15:50 ustanowiła rekord świata w biegu bez udziału mężczyzn